# 磐石市
磐石市（ばんせき-し）は中華人民共和国吉林省吉林市に位置する県級市。

## 歴史
市名は県北山の頂上にある碾き臼の台の様な形をしている岩に由来する。
1881年（光緒7年）、清朝により入植が許可され翌年に磨磐山巡検が設置、1888年（光緒14年）には磨磐山分州に昇格した。1902年（光緒28年）、磐石県、1995年に磐石市と改編され現在に至る。

## 行政区画
3街道、13鎮、1郷を管轄：
- 街道弁事処：福安街道、東寧街道、河南街道
- 鎮：煙筒山鎮、紅旗嶺鎮、明城鎮、石嘴鎮、駅馬鎮、牛心鎮、呼蘭鎮、吉昌鎮、松山鎮、黒石鎮、朝陽山鎮、富太鎮、取柴河鎮
- 郷：宝山郷
- 経済開発区：磐石経済開発区、明城経済開発区

## 交通

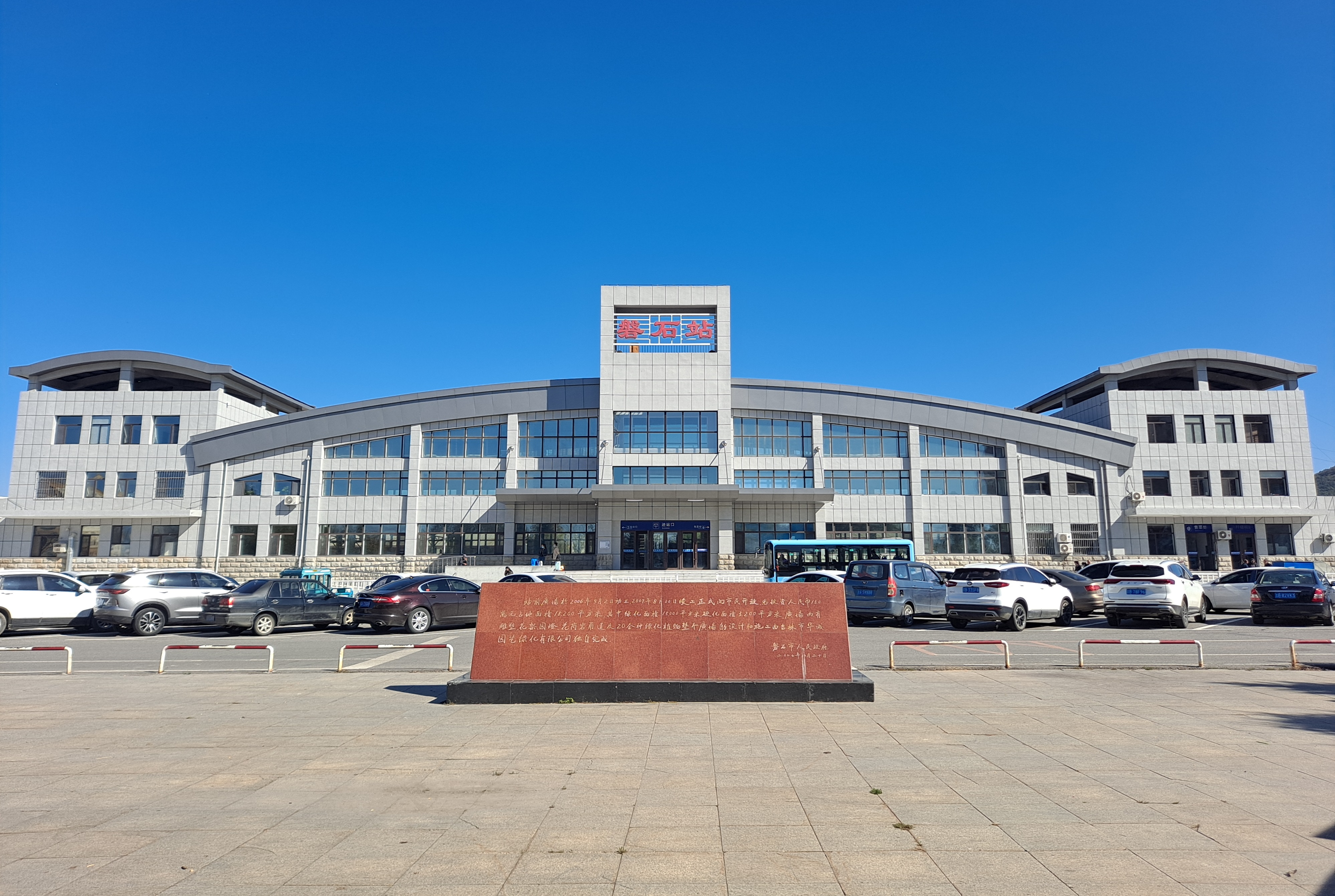
磐石駅

### 鉄道
- 中国国家鉄路集団
  - 瀋吉線
    - 磐石駅

### 道路
- 高速道路
  -  瀋吉高速道路
  -  延長高速道路（中国語版）
  -  長長高速道路（中国語版）
- 国道
  -  G202国道
  -  G334国道（中国語版）

## 磐石市出身・ゆかりの主な著名人
- 陳美恵（AV女優）